# قائمة الجامعات في فنلندا
هذه قائمة بمؤسسات التعليم العالي التي تحمل صفة جامعة في فنلندا. يتبع اسم كل جامعة تاريخ تأسيسها بين قوسين.

## جامعات متعددة المجالات
- جامعة هلسنكي (1640/1827)
- جامعة أوبو أكاديمي في توركو (1918)
- جامعة توركو (1920)
- جامعة تامبيري (1925)
- جامعة يوفاسكولا (تأسست عام 1866، وحصلت على صفة «جامعة» عام 1934)
- جامعة أولو (1958)
- جامعة فآسا (1968)
- جامعة لابي في روفانييمي (1979)
- جامعة آلتو (1849/2010)
- جامعة شرق فنلندا في يوينسو وكووبيو (2010)

## جامعات متخصصة
- جامعة الفنون بهلسنكي
- مدرسة هانكن للاقتصاد في هلسنكي وفآسا
- جامعة لابينرنتا للتكنولوجيا
- جامعة تامبيري للتكنولوجيا